# Kapacitní dioda
Kapacitní dioda (varikap, varaktor) je speciální dioda sloužící jako napětím řízený kondenzátor. Tato dioda se využívá v závěrném směru a lze si ji představit jako rovinný kondenzátor. Využívá se změna parazitní kapacity PN přechodu v závislosti na velikosti přiloženého závěrného napětí.

## Princip

Schematická značka Kapacitní diody

Využívá se toho, že PN přechod, který je polarizovaný v závěrném směru, se chová jako kondenzátor. Šířka přechodu PN (hradlové vrstvy) je v závěrném směru závislá na napětí – s rostoucím napětím se hradlová vrstva rozšiřuje, zatímco kapacita přechodu klesá.
Kapacitní diody bývají plošné nebo hrotové diody z křemíku, arsenidu gallitého a dříve i germania, u nichž je v závěrném směru závislost kapacity na napětí ještě posílena. Toho se dá dosáhnout nerovnoměrnou dotací obou druhů polovodiče (pokud koncentrace příměsí klesá se vzdáleností od přechodu, hradlová vrstva se rozšiřuje při rostoucím napětí rychleji a kapacita výrazněji klesá).
Další posílení lze dosáhnout vhodnou geometrickou úpravou přechodu PN (např. podle obrázku). S rostoucím napětím se rozšiřuje hradlová vrstva a zároveň se zmenšuje velikost společné plochy obou elektrod.
Průběhy závislosti koncentrace příměsí na vzdálenosti od přechodu mohou mít kapacitní diody pro různé účely buď lineární závislost kapacity na napětí, nebo závislost nelineární.
Maximální kapacita diody je závislá jen na velikosti plochy PN přechodu. Standardně vyráběné diody mají maximální kapacitu od 10 do 1000 pF. V důsledku proudu minoritních nositelů v závěrném směru mají kapacitní diody oproti běžným kondenzátorům poměrně velký ztrátový úhel.

## Provedení

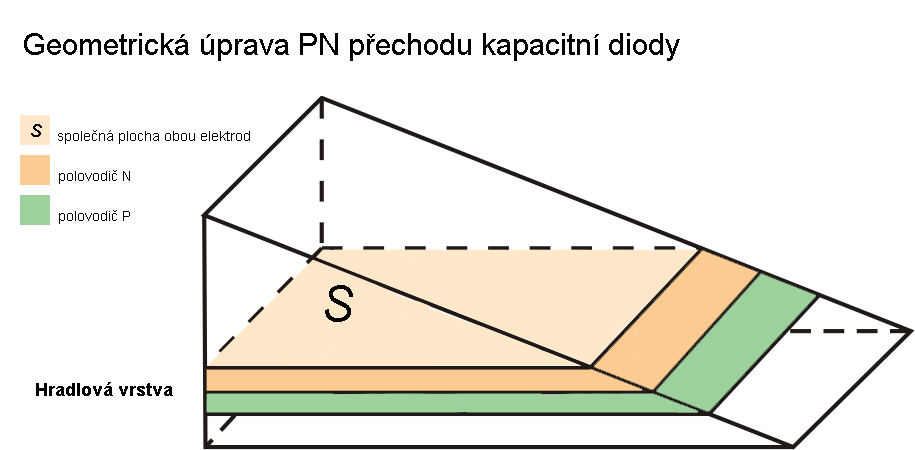
Geometrická úprava kapacitní diody

Kapacitní diody se vyrábějí ve dvou provedeních, pro něž platí stejná schematická značka:
- Varikap je založen na tom, že šířka přechodu NP v závěrném směru diody závisí na připojeném napětí. Tento efekt se objevuje u všech polovodičových diod, ale varikap je pro tento účel speciálně přizpůsoben. Varikapy jsou užívány v laděných obvodech (například v rozhlasových a televizních přijímačích) a jiných obvodech vyžadujících proměnnou kapacitu. Ve většině aplikací vytlačily varikapy otočné kondenzátory.
- Varaktor je kapacitní dioda používaná v obvodech s velkými amplitudami.

V současné době se varikapy většinou nachází uvnitř integrovaného obvodu. Výrobci elektroniky, kteří používají samostatné varikapy, je postupně nahradili běžnými diodami, protože jsou mnohem levnější.[zdroj?]